# Berlín-Cottbus-Berlín
La Berlín-Cottbus-Berlín era una cursa ciclista alemanya d'un dia que es disputava amb sortida i arribada a Berlín, passant per Cottbus. La seva primera edició es disputà el 1909 de manera amateur i a partir del següent any es va separar també per a professionals. A partir de 1949 la cursa es va disputar només per ciclistes amateurs, i va ser guanyada per famosos ciclistes de l'Alemanya de l'Est.

## Palmarès

### Professional
| - 1910 Karl Dittebrandt - 1910 Richard Jacoby - 1911 Fritz Schallwig - 1912 Gustav Schulze - 1913 Ernst Franz - 1914 Ernst Franz - 1915 Fritz Bauer - 1916 Fritz Bauer - 1917 No disputada - 1918 Erich Aberger - 1919 Wilhelm Hildebrandt | - 1919 Jean Rosellen - 1920 nicht ausgetragen - 1921 Wilhelm Siewert - 1922 Adolf Huschke - 1923 Adolf Huschke - 1924 Richard Huschke - 1925 Max Suter - 1926 Richard Huschke - 1927 Jules Vanhevel - 1928 Herbert Nebe - 1929 Només amateur | - 1930 Alfred Siegel - 1931–1933 Només amateur - 1934 Paul Kroll - 1935 Willy Kutschbach - 1936 Paul Münzer - 1937 Willy Kutschbach - 1938 Fritz Diederichs - 1939–1946 No disputada - 1947 Hermann Schild - 1948 Hans Preiskeit |

### Amateurs
| - 1909 Ernst Rottnick - 1910 Otto Goetzke - 1910 Max Düwel - 1923 Fritz Gielow - 1928 Kurt Stöpel - 1929 Walter Hoffmann - 1930 Walter Hoffmann - 1931 Walter Hoffmann - 1932 Walter Lohmann - 1933 ? - 1935 Reinhold Wendel - 1938 Max Bartoskiewicz - 1947 Richard Balzer - 1948 Kropp - 1949 Alfred Kutza | - 1950 Willi Irrgang - 1951 Rudi Kirchhoff - 1952 Erich Schulz - 1953 Lothar Meister II - 1954 ? - 1955 Rolf Töpfer - 1956 ? - 1957 Wieslaw Podobas - 1958 Rudi Kirchhoff - 1959 Wolfgang Jaeger - 1960 Bernd Barleben - 1961–1964 No disputada - 1965 Fritz Braun - 1966 Rainer Marks | - 1967 Dieter Grabe - 1968–1976 No disputada - 1977 Andreas Petermann - 1979 Bodo Straubel - 1980 Martin Goetze - 1981 Bodo Straubel - 1982 Olaf Ludwig - 1983 Martin Goetze - 1984 No disputada - 1985 Wolfgang Lötzsch - 1986 Torsten Bredow - 1987 Uwe Raab - 1988 Thomas Schenderlein - 1989 Martin Goetze |